# Embaixada das Filipinas em Brasília
A Embaixada do Filipinas em Brasília é a principal representação diplomática filipina no Brasil. Atualmente a chefia da embaixada encontra-se vaga, após a demissão da embaixadora é Marichu B. Mauro, em 1º de Março de 2021.
Está localizada no lote 1 da quadra SEN 801 do Setor de Embaixadas Norte, na Asa Norte. Além da embaixada em Brasília, as Filipinas tem dois consulados gerais em Curitiba e Porto Alegre e ainda mantém consulados honorários em São Paulo e no Rio de Janeiro.

## História
As relações diplomáticas entre Brasil e Filipinas começam em 1946, após a independência do país asiático. As embaixadas filipinas em Washington e depois em Buenos Aires cuidaram da diplomacia com o Brasil até 16 de setembro de 1965, quando as Filipinas abrem a primeira embaixada no Brasil no Rio de Janeiro. Assim como outros países, o Filipinas receberam um terreno de graça, medida que visava a instalação mais rápida das representações estrangeiras na nova capital. Os filipinas se instalaram no Setor de Embaixadas Norte, e a embaixada, como outras, tem um prédio principal e as residências oficiais nos fundos.
Três anos após a embaixada brasileira em Manila ser inaugurada, em 1970, a instalação da embaixada filipina em Brasília aconteceu em 1 de setembro de 1973.

### Embaixadores das Filipinas no Brasil
| Cargo                                                                | Período                            | Ref.              |
| -------------------------------------------------------------------- | ---------------------------------- | ----------------- |
| Carlos S. Tan                                                        | 1965-1970                          | [ 6 ]             |
| Octavio L. Maloles                                                   | 1970-1972                          | [ 6 ]             |
| A embaixada deixa o Rio de Janeiro e se instala em Brasília em 1972. |                                    | [ 6 ]             |
| Octavio L. Maloles                                                   | 1972-1978                          | [ 6 ]             |
| Emilio Dimayuga Bejasa                                               | 1978-1980                          | [ 6 ]             |
| Sergio A. Barrera                                                    | Agosto de 1980 - Agosto de 1986    | [ 6 ]             |
| Lauro L. Baja, Jr.                                                   | Setembro de 1986 – Agosto de 1993  | [ 6 ]             |
| Jose Macário Laurel Iv                                               | Setembro de 1993 – Março de 1996   | [ 6 ]             |
| Francisco L. Benedicto                                               | Julho de 1996 – Novembro de 1998   | [ 6 ]             |
| Oscar G. Valenzuela                                                  | Março de 1999 – Março de 2005      | [ 6 ]             |
| Teresita V.g. Barsana                                                | Outubro de 2005 – Dezembro de 2009 | [ 6 ]             |
| Eva G. Betita                                                        | Abril de 2010 – Outubro de 2014    | [ 6 ]             |
| Jose D. R. Burgos                                                    | Março de 2015 – Março de 2017      | [ 6 ]             |
| Marichu B. Mauro                                                     | Abril de 2018 – Março de 2021      | [ 7 ] [ 8 ] [ 1 ] |

## Serviços
A embaixada realiza os serviços protocolares das representações estrangeiras, como o auxílio aos filipinos que moram no Brasil e aos visitantes vindos do Filipinas e também para os brasileiros que desejam visitar ou se mudar para o país insular asiático - estima-se que cerca de 350 brasileiros vivam nas Filipinas. Além da embaixada em Brasília, as Filipinas contam com dois consulados honorários em Curitiba e Porto Alegre, além de mais dois consulados honorários no Rio de Janeiro e em São Paulo.
Outras ações que passam pela embaixada são as relações diplomáticas com o governo brasileiro, nas áreas política, econômica, cultural e científica. A embaixada realiza eventos culturais relacionados a seu país, e os países mantém cooperações técnicas nas áreas tributaria, agrícola, diplomática e consular, O comércio entre Brasil e Filipinas chegou perto de 1 bilhão de dólares em 2018.